# Andrés Antuña
Antuña  Coro est un nom espagnol. Le premier nom de famille, en général paternel, est Antuña ; le second, en général maternel, souvent omis, est Coro.
Andrés Avelino Antuña Coro (né le 12 novembre 1986 à Noreña dans les Asturies) est un coureur cycliste espagnol, professionnel de 2008 à 2010.

## Biographie
Andrés Antuña débute le vélo en compétition dans un club d'Oviedo. Parmi les cadets (15-16 ans), il court au sein de l'école de cyclisme de Las Mestas, à Gijón,.
En 2005, il rejoint le club Würth, alors réserve de l'équipe professionnelle Liberty Seguros-Würth, pour ses débuts espoirs (moins de 23 ans). Lors de la saison 2007, il se distingue en remportant le Trophée Iberdrola et une étape du Tour de la Bidassoa, une course par étapes réputée pour les jeunes coureurs en Espagne. Il termine également quatrième de la Subida a Gorla, ou encore cinquième du Mémorial Valenciaga.
Il devient coureur professionnel en 2008 dans l'équipe continentale Burgos Monumental, après un stage chez Relax-GAM. Sa première saison est perturbée par une chute sur le Tour des Asturies, où il se fracture la clavicule. L'année suivante, il est notamment quatorzième du Grand Prix Miguel Indurain et dix-huitième du GP Llodio.
En 2010, il s'illustre en terminant deuxième de la Subida al Naranco derrière Santiago Pérez, son meilleur résultat chez les professionnels.

## Palmarès
- 2006
  - 2e de l'Antzuola Saria
- 2007
  - Trophée Iberdrola
  - 2e étape du Tour de la Bidassoa
- 2010
  - 2e de la Subida al Naranco